# 朝賀
朝賀（ちょうが）とは、律令制において毎年元日の朝に天皇が大極殿において皇太子以下の文武百官の拝賀を受ける行事。朝拝（ちょうはい/みかどをがみ）とも。なお、天皇に直接拝礼するのが不可能な地方では国衙において国司が郡司らを率いて政庁にて天皇を遥拝した後に、国司が郡司以下の拝礼を受けた。
唐の杜佑が編纂した『通典』によれば、漢の高祖が初めて朝賀儀を行ったとされている。日本では大化2年（646年）に行われたのが最初（『日本書紀』）とされている。日本における元日の概念は中国から暦が伝わって以後に成立したと考えられている。ただし、それ以前より1年のサイクルは存在したと推測され、その始まりに際して何らかの儀礼が存在し、中国の朝賀儀と日本古来の年始の行事が組み合わさったのが日本における朝賀の形態であったと考えられている（平安時代初期に中国風に全面的に切り替えられるまで天皇を4度拝み1度拍手を行った作法は伝統的儀礼の名残と考えられている）。大化以後律令国家形成の過程の中で定例化され、元日には天皇と所属する氏の氏上以外に対する拝礼は禁止されるようになった（養老儀制令では、家政機関の本主も拝礼容認の対象とされる）。『続日本紀』大宝元年（701年）条には朝賀の細かい様子が描かれており、この頃に儀礼としてのスタイルが確立したとみられている。元日の天皇は朝から四方拝・供御薬・朝賀の順で儀式をこなし、平安時代に作成された『貞観儀式』（巻6「元正朝賀儀」）では天皇が辰一刻（午前7時頃）に内裏から朝堂院（八省院）内にある大極殿に参入することになっていた。庭上の装飾品は大宝元年から、大納言以上の礼服着用は大宝2年から開始され、さらに平安時代初期に拍手を再拝に中国風に改めたため、即位式とほぼ同一の設営・礼服・式次第で行われるようになった。また、朝賀の後には元日節会が開かれたほか、2日には皇后や皇太子が朝賀を受ける中宮朝賀や東宮朝賀が行われる場合もあった。村上天皇以後、朝廷の公事が夜に行われるようになる（夜儀化）と朝賀も次第に行われなくなり、村上天皇の天慶10年（天暦元年/947年）の朝賀は天皇が大極殿に入ったのは巳三刻（午前10時頃）であり（『九暦』）、一条天皇の正暦4年（993年）に行われた朝賀では、天皇が卯の刻（午前6時頃）に大極殿に入ったにもかかわらず、参加者の遅刻によって大幅に開始が遅れた（『権記』）。正暦4年を最後として朝賀は行われなくなり、略式の小朝拝をもって朝賀の代わりとするようになった。